# 千種 (名古屋市)
千種（ちくさ）は、愛知県名古屋市千種区にある町名。現行行政地名は千種一丁目から千種三丁目。住居表示実施済み。

## 地理
名古屋市千種区の南西部に位置し、東は千種通、西は中区新栄、南は吹上、北は今池に接する。

## 歴史

### 沿革
- 1979年（昭和54年）5月5日 - 以下の通り、千種区千種一〜三丁目が成立[1]。
  - 一丁目 - 棚田町全域および千石町・古井ノ坂町・千種町・千種本町・吹上本町・宮西町・元古井町の各一部
  - 二丁目 - 高松町・千種町・千種本町・吹上本町の各一部
  - 三丁目 - 千種本町・中道町・千種町・千種通・吹上本町の各一部

## 世帯数と人口
2019年（平成31年）1月1日現在の世帯数と人口は以下の通りである。
| 丁目       | 世帯数    | 人口    |
| ---------- | --------- | ------- |
| 千種一丁目 | 1,185世帯 | 2,118人 |
| 千種二丁目 | 938世帯   | 1,807人 |
| 千種三丁目 | 1,186世帯 | 1,970人 |
| 計         | 3,309世帯 | 5,895人 |

### 人口の変遷
国勢調査による人口の推移
| 1995年（平成7年）  | 5,270人 | [ WEB 6 ]  |  |
| 2000年（平成12年） | 5,310人 | [ WEB 7 ]  |  |
| 2005年（平成17年） | 5,048人 | [ WEB 8 ]  |  |
| 2010年（平成22年） | 6,129人 | [ WEB 9 ]  |  |
| 2015年（平成27年） | 6,427人 | [ WEB 10 ] |  |

## 学区
市立小・中学校に通う場合、学校等は以下の通りとなる。また、公立高等学校に通う場合の学区は以下の通りとなる。なお、小学校は学校選択制度を導入しておらず、番毎で各学校に指定されている。
| 丁目       | 小学校                                    | 中学校               | 高等学校 |
| ---------- | ----------------------------------------- | -------------------- | -------- |
| 千種一丁目 | 名古屋市立千種小学校 名古屋市立千石小学校 | 名古屋市立今池中学校 | 尾張学区 |
| 千種二丁目 | 名古屋市立千石小学校                      | 名古屋市立今池中学校 | 尾張学区 |
| 千種三丁目 | 名古屋市立千種小学校 名古屋市立千石小学校 | 名古屋市立今池中学校 | 尾張学区 |

## 交通
- 国道153号（飯田街道）
- 若宮大通（通称：100m道路）

## 施設

### 千種一丁目
- 名古屋市立千石小学校

### 千種二丁目
- 名古屋吹上郵便局
- 千種アーススクエア[2] - サッポロビール名古屋工場跡地
  - イオンタウン千種
  - 千種タワーヒルズ
- サッポロビール名古屋ビール園浩養園

### 千種三丁目
- 名古屋市立千種小学校
- 名古屋市立第二幼稚園
- 名古屋市千種文化小劇場
- 永昌院
- トヨタモビリティ中京
- 千種コミュニティーセンター

1985年（昭和60年）4月2日開業。二階建てで、延べ300平方メートル。会議室、和室を各2部屋、図書コーナーを兼ねるロビーを備える。

## その他

### 日本郵便
- 郵便番号 : 464-0858[WEB 3]（集配局：千種郵便局[WEB 13]）。

### WEB
1. ↑  “愛知県名古屋市千種区の町丁・字一覧”.   人口統計ラボ. 2019年2月8日閲覧。
2. 1 2  “町・丁目(大字)別、年齢(10歳階級)別公簿人口(全市・区別)”.   名古屋市 (2019年1月23日). 2019年1月23日閲覧。
3. 1 2  “郵便番号”.  日本郵便. 2019年1月6日閲覧。
4. ↑  “市外局番の一覧”.   総務省. 2019年1月6日閲覧。
5. ↑  “千種区の町名一覧”.   名古屋市 (2015年10月21日). 2019年1月12日閲覧。
6. ↑  総務省統計局 (2014年3月28日). “平成7年国勢調査の調査結果(e-Stat) - 男女別人口及び世帯数 －町丁・字等” (CSV). 2019年4月27日閲覧。
7. ↑  総務省統計局 (2014年5月30日). “平成12年国勢調査の調査結果(e-Stat) - 男女別人口及び世帯数 －町丁・字等” (CSV). 2019年4月27日閲覧。
8. ↑  総務省統計局 (2014年6月27日). “平成17年国勢調査の調査結果(e-Stat) - 男女別人口及び世帯数 －町丁・字等” (CSV). 2019年4月27日閲覧。
9. ↑  総務省統計局 (2012年1月20日). “平成22年国勢調査の調査結果(e-Stat) - 男女別人口及び世帯数 －町丁・字等” (CSV). 2019年4月27日閲覧。
10. ↑  総務省統計局 (2017年1月27日). “平成27年国勢調査の調査結果(e-Stat) - 男女別人口及び世帯数 －町丁・字等” (CSV). 2019年4月27日閲覧。
11. ↑  “市立小・中学校の通学区域一覧”.   名古屋市 (2018年11月10日). 2019年1月14日閲覧。
12. ↑  “平成29年度以降の愛知県公立高等学校（全日制課程）入学者選抜における通学区域並びに群及びグループ分け案について”.   愛知県教育委員会 (2015年2月16日). 2019年1月14日閲覧。
13. ↑  郵便番号簿 平成29年度版 - 日本郵便. 2019年01月06日閲覧 (PDF)

### 新聞
1. 1 2 3  「千種区民に いこいの場 コミュニティーセンター完成」『毎日新聞』1985年3月31日。

### 書籍
1. 1 2  名古屋市計画局 1992, p. 724.
2. ↑  “千種区の概要”.   千種区役所. 2022年11月11日閲覧。